# Sélim Abou
Sélim Abou SJ (geb. 1928 in Beirut; gest. 23. Dezember 2018) war ein libanesischer Ordensmann, Historiker, Linguist und Philosoph.

## Leben
Sélim Abou wurde 1928 in Beirut im Libanon geboren. 1946 trat er in Frankreich in den Jesuitenorden ein. Nach Studien der Literatur, Philosophie und Theologie wurde er mit einem Doctorat ès Lettres promoviert. Er war Rektor der Université Saint-Joseph in Beirut (1995 bis 2003) und Dekan der Faculté des lettres et sciences humaines (1977–1992).
In seiner Forschung konzentrierte er sich auf die Überschneidung von Kulturen in der Welt, Akkulturationsphänomene und Identitätskonflikte, Multikulturalismus und Staatsbürgerschaft.
Abou ist Autor zahlreicher Bücher. Sein Buch Entwurzelter Libanon. Autobiographien von vier Argentiniern libanesischer Herkunft (frz.) fand Aufnahme in der französischen Reihe Terre humaine.

## Publikationen (Auswahl)
- Liban déraciné. Autobiographies de quatre Argentins d'origine libanaise, 1972.
- Retour au Paranà: Chronique de deux villages guaranís achette, 1993
- Histoire critique du XXe siècle. Préface de René Rémond. Abou, Sélim, Alexandre Adler, Denise Artaud, a.o. Paris: Hachette, 1993
- La „république“ jésuite des Guaranís (1609–1768) et son héritage. [Paris] : Perrin, 1995
- Menschenrechte und Kulturen. Bochum : Winkler, 1995